# Uchida Kuichi
Uchida Kuichi (jap. 内田 九一; * 1844 (traditionelles Datum: Kōka 1) in Nagasaki; † 17. Februar 1875 in Tokio) war ein japanischer Fotograf. Er wurde vor allem wegen seiner Aufnahmen des Kaisers Meiji bekannt.

## Leben

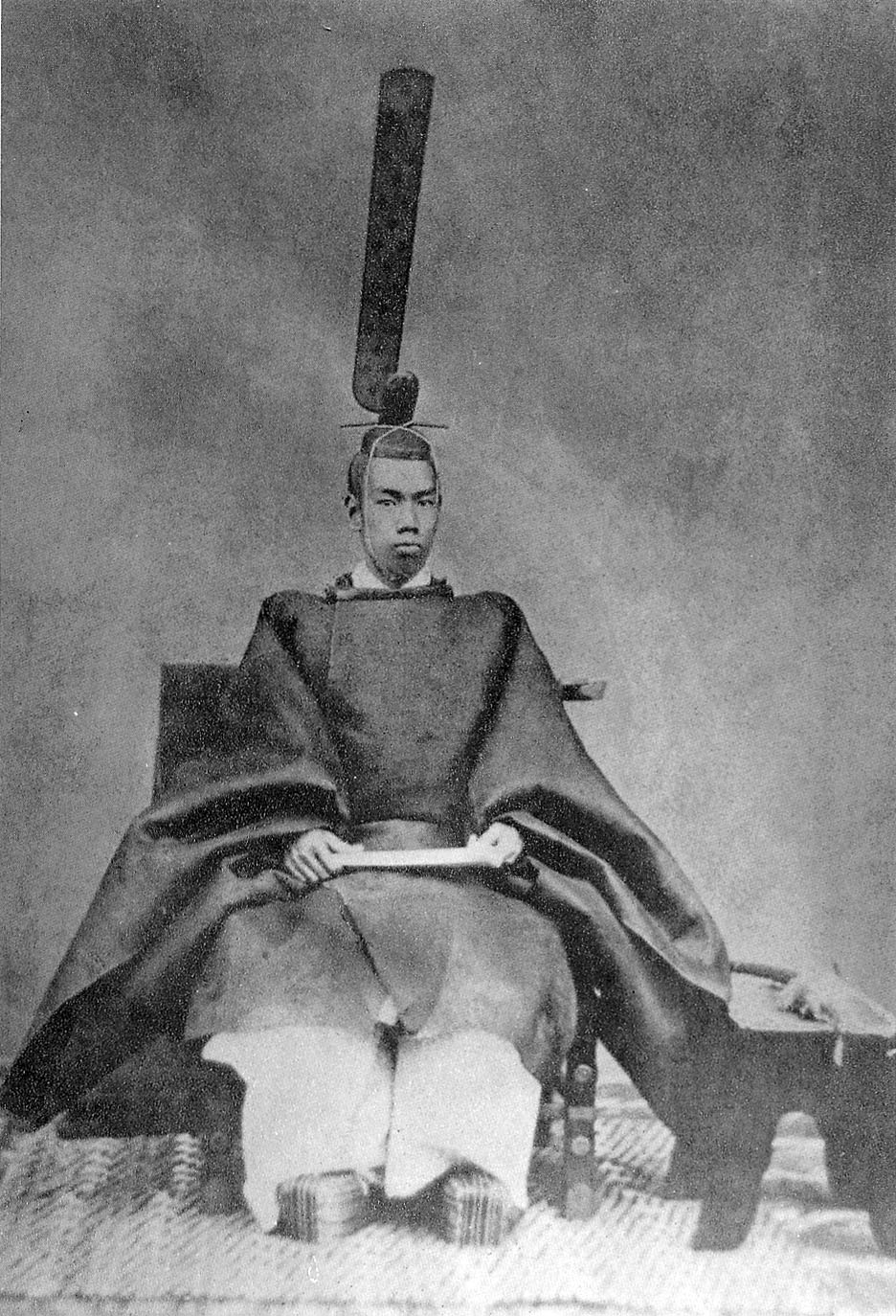
Offizielles Porträt des Kaisers Meiji, 1872 von Uchida Kuichi aufgenommen

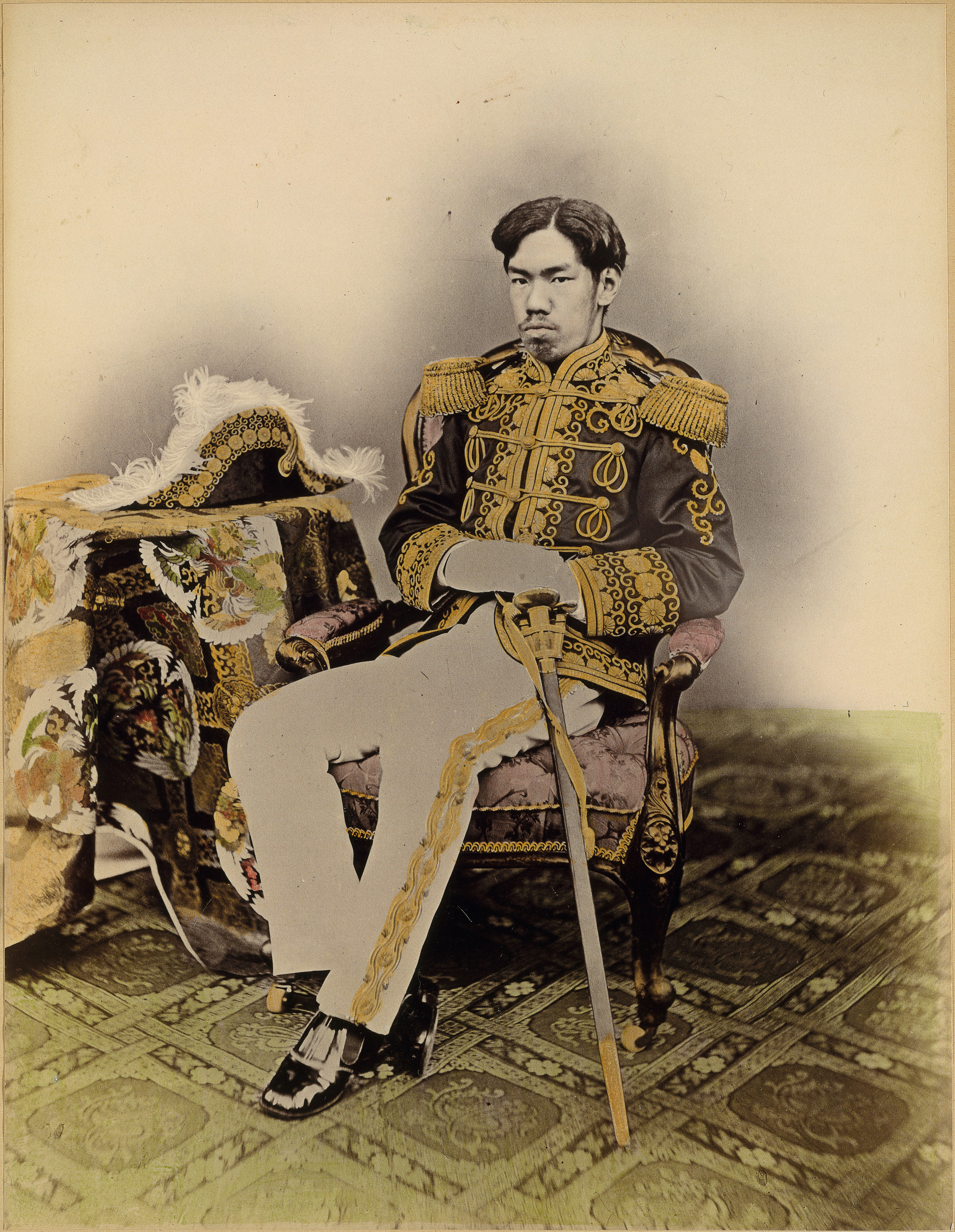
Offizielles Porträt des Kaisers Meiji, 1873 von Uchida Kuichi aufgenommen

Uchida Kuichis Interesse an der Fotografie stammt vermutlich aus einem Kontakt mit Johannes Pompe van Meerdervort, einem niederländischen Chemiker, der am Marinetrainingszentrum Nagasaki lehrte. Anfang der 1860er-Jahre lernte er dann bei Ueno Hikoma mit Kollodium-Nassplatten zu fotografieren. Zunächst verdiente er sein Geld mit dem Import und Verkauf von Foto-Zubehör. Gemeinsam mit Morita Raizō eröffnete er 1865 das erste Foto-Studio Osakas, ein Jahr später ein Studio in Bashamichi, Yokohama und 1869 dann eines im Asakusa-Viertel von Tokio. Sein Leben wurde 1870 zur Grundlage eines Kabuki-Stücks.
In Tokio galt Uchida Kuichi als einer der besten Porträtfotografen. 1872 erhielt er vom kaiserlichen Hofe den Auftrag, das erste offizielle, fotografische Porträt des Kaisers Meiji aufzunehmen. Dieses zeigte ihn im traditionellen Hofgewand. Aufgrund der Befürchtung, dass das Porträt als zu rückständig in der öffentlichen Wahrnehmung aufgenommen werden könnte, wurde im Oktober des Jahres darauf der Kaiser noch einmal von Uchida Kuichi fotografiert, dieses Mal in westlich inspirierter Uniform und mit Kurzhaarschnitt und Bart. Die Aufnahme wurde nun zum offiziellen Kaiserporträt.
Die traditionelle Kleidung in der Aufnahme der Kaiserin Haruko von 1872 stellte jedoch kein Hindernis für die Veröffentlichung als offizielles Porträt dar.
Diese Porträts waren für den Austausch nach diplomatischem Protokoll notwendig. Abzüge wurden an regionale Regierungsbehörden sowie öffentliche Schulen ausgegeben. Der Verkauf war hingegen untersagt, jedoch florierte er weitverbreitet, ebenso wie die Holzschnitte, Stahlstiche und Lithografien vom kaiserlichen Antlitz, das bis dahin nie einer größeren Öffentlichkeit bekannt war.
1872 dokumentierte Uchida Kuichi auf einer Rundreise durch Zentraljapan und Kyūshū in der Entourage des Kaisers die besuchten Orte und die bereiteten Empfänge. Den Kaiser selbst durfte er nicht fotografieren.
1875 starb Uchida Kuichi an Tuberkulose.

## Nach dem Tod
Im Rahmen der Vorbereitungen für die neue Verfassung wurde 1888 Edoardo Chiossone beauftragt, den Kaiser mit Conté-Kreide zu porträtieren. Diese Zeichnung wurde von Maruki Riyō abfotografiert und die Abzüge galten als neues offizielles Porträt.
Die Aufnahmen Uchidas vom Kaiserpaar dienten auch als Grundlage für Gemälde. So wurden sie zu Giuseppe Ugolini nach Mailand geschickt, der davon zwei ovale Ölgemälde anfertigte, die nach ihrer Ankunft 1875 neben anderen Staatsporträts Ugolinis im kaiserlichen Palast ausgestellt wurden. 1880 malte Takahashi Yuichi im Auftrag der Genrōin ein weiteres Bild nach der fotografischen Vorlage.